# Юлемисте (микрорайон)
Ю́лемисте (эст. Ülemiste) — микрорайон в районе Ласнамяэ города Таллина, столицы Эстонии.

## География

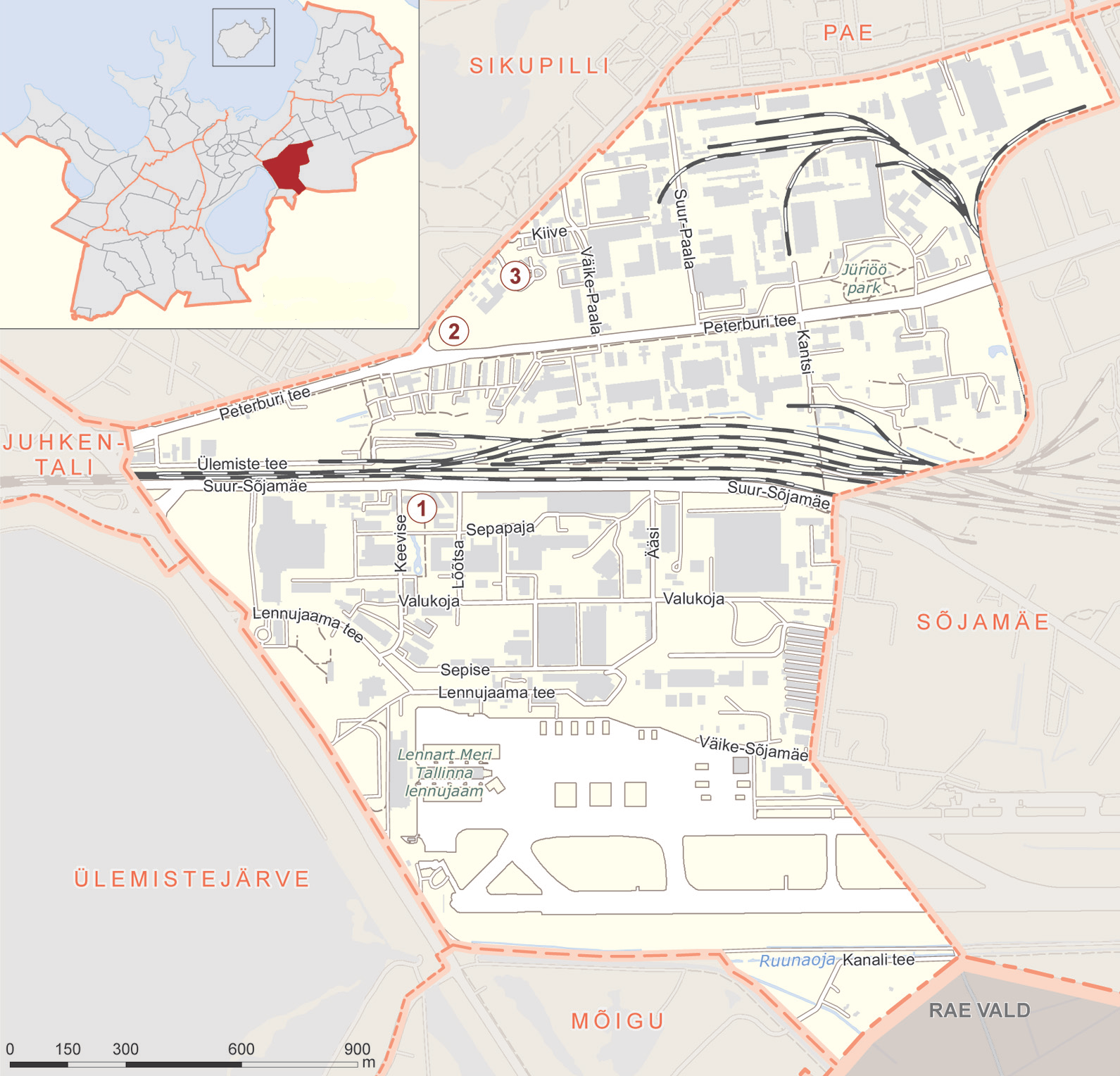
Карта микрорайона Юлемисте

Расположен в восточной части Таллина. Граничит с микрорайонами Сикупилли, Паэ, Сыямяэ, Мыйгу, Юлемистеярве и Юхкентали и с волостью Раэ. Площадь — 3,4 км². Плотность населения на 1 января 2023 года — 454,1 чел/км².

## Улицы
По территории микрорайона проходят улицы Вахури, Вяйке-Сыямяэ, Канали, Кантси, Кеск-Сыямяэ, Кеэвизе, Кийве, Леннуяама, Лыытса, Паэ, Пунане, Петербургское шоссе, Сепизе, Сепапая, Суур-Паала, Суур-Сыямяэ, Валукоя, Вяйке-Паала,  Леннуяама, Тамбети, Тартуское шоссе, Тулеторни, Тыйву, Тырвику, Ээзи, Юлемисте.

## Население
| Численность населения | Численность населения | Численность населения | Численность населения | Численность населения | Численность населения | Численность населения | Численность населения | Численность населения | Численность населения | Численность населения | Численность населения | Численность населения | Численность населения | Численность населения |
| 2008                  | 2010                  | 2011                  | 2012                  | 2013                  | 2014                  | 2015                  | 2016                  | 2017                  | 2018                  | 2019                  | 2020                  | 2021                  | 2022                  | 2023                  |
| --------------------- | --------------------- | --------------------- | --------------------- | --------------------- | --------------------- | --------------------- | --------------------- | --------------------- | --------------------- | --------------------- | --------------------- | --------------------- | --------------------- | --------------------- |
| 1453                  | →1453                 | ↘1424                 | ↘1400                 | ↗1406                 | ↗1436                 | ↗1444                 | ↘1431                 | ↗1443                 | ↗1487                 | ↗1488                 | ↗1523                 | ↘1522                 | ↘1501                 | ↗1544                 |

## История

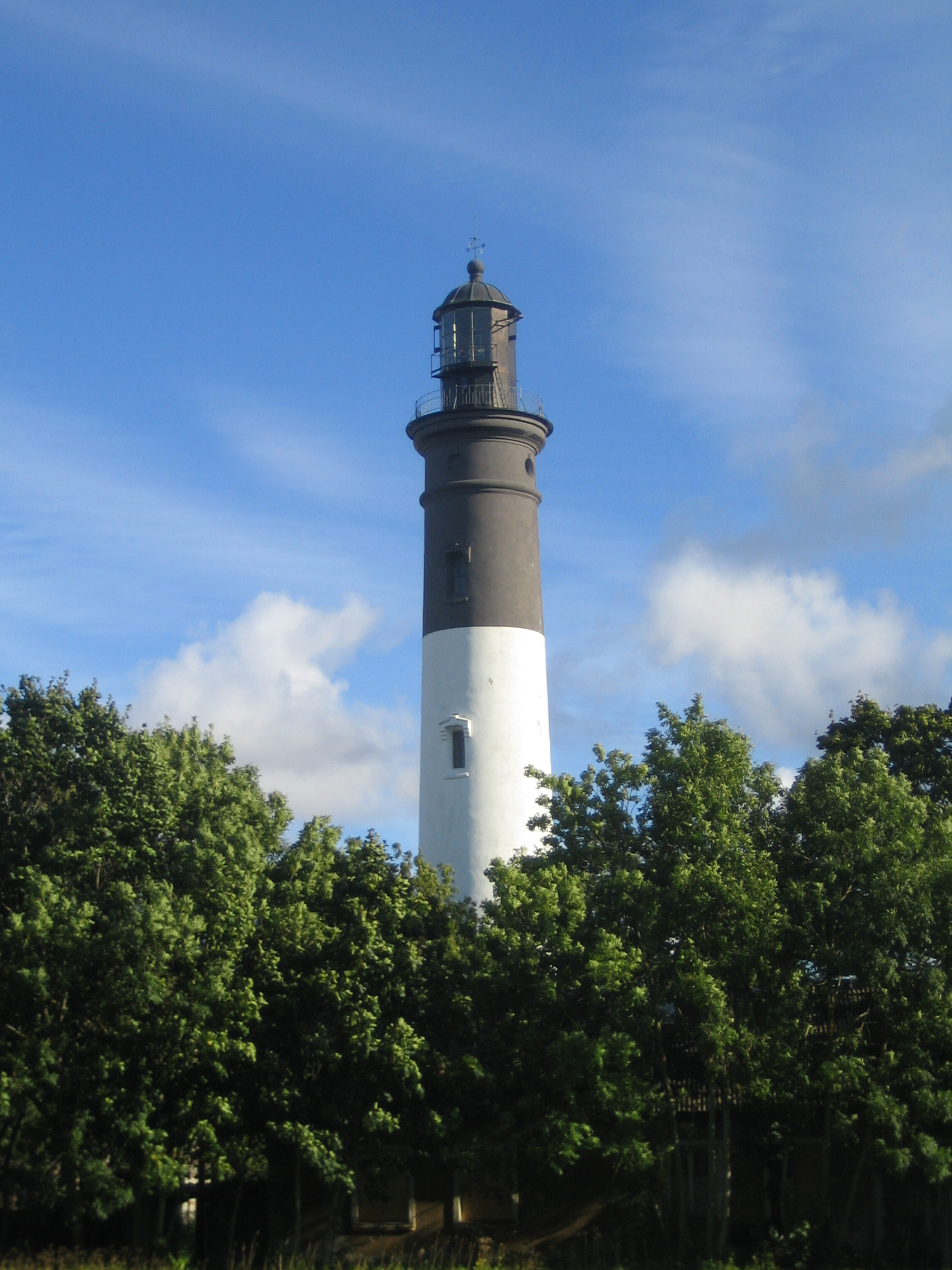
Южный маяк Таллина

Название микрорайон получил в 1991 году по названию расположенного рядом озера Юлемисте и одноимённой железнодорожной станции.
В 1835 году на территории современного микрорайона Юлемисте был построен 12-метровый маяк (южный маяк Таллина), который в народе прозвали «Красным маяком». Улица «Пунане» (Красная) названа в честь него. В 1896 году на его месте был построен новый 40-метровый чёрно-белый каменный маяк.
Развитие района усилилось благодаря строительству Балтийской железной дороги в 1870 году и завода «Двигатель» в 1898 году.
В 2005 году на территории бывшего завода началось строительство технопарка «Юлемисте Сити».
В 2020 году на территории микрорайона началось масштабное строительство железнодорожной инфраструктуры международного проекта «Rail Baltica», которое планируется завершить в 2030 году.

## Важнейшие объекты
В Юлемисте находится часть Таллинского аэропорта им. Леннарта Мери, и один из крупнейших торговых центров Таллина — «Юлемисте  кескус». В северной части микрорайона расположен парк Юрьевой ночи (эст. Jüriöö park).
В 2018 году в микрорайоне был открыт новый торговый центр «T1 Mall of Tallinn», на крыше которого весной 2019 года установили колесо обозрения.

### Учреждения образования
- Suur-Sõjamäe tn 10А — Таллинский учебный центр Эстонского университета предпринимательства «Майнор»[эст.]. Располагается в административном здании бывшего завода «Двигатель», являющемся памятником культуры[11][12];
- Väike-Paala tn 2 — Социально-гуманитарная инфошкола (эст. Sotsiaal-Humanitaar Infokool)[13];
- Majaka tn 26 ― Частная школа «Гарант» (эст. Erakool Garant)[14].

### Памятник 380-ти работникам завода «Двигатель»
Памятник 380-ти работникам завода «Двигатель», революционерам, участникам Гражданской и Великой Отечественной войн установлен на территории бывшего завода (ул. Сепепая, 2/1). Представляет собой две длинные и высокие каменные плиты, стоящие на плитняковом основании под углом 90 градусов. На одной плите выбиты фигуры рабочих, красноармейцев в папахах и матросов высотой выше человеческого роста, на другой плите — фигуры советских солдат в шинелях, касках и с оружием в руках. В месте соединения плит на первой плите был выбит крупными буквами текст: «Рабочие завода “Двигатель”, ставшие профессиональными революционерами и крупными политическими деятелями [перечислены 16 имён]. Ветераны завода «Двигатель» — активные участники Гражданской войны и строительства социализма» [перечислено 5 имён]; на другой плите был текст «380 двигателевцев участвовали в Великой Отечественной войне. За боевые заслуги награждено: орденами 133 чел, медалями 247 чел. Звание Героя Советского Союза присвоено Дерновскому Григорю Борисовичу».
Рабочая группа по советским памятникам при Госканцелярии Эстонии в 2022 году пришла к выводу, что памятник можно сохранить, текст, однако, необходимо убрать. К лету 2023 года текст был срезан.

Памятник 380-ти работникам завода «Двигатель», революционерам, участникам Гражданской и Великой Отечественной войн, 23 июня 2023 года:
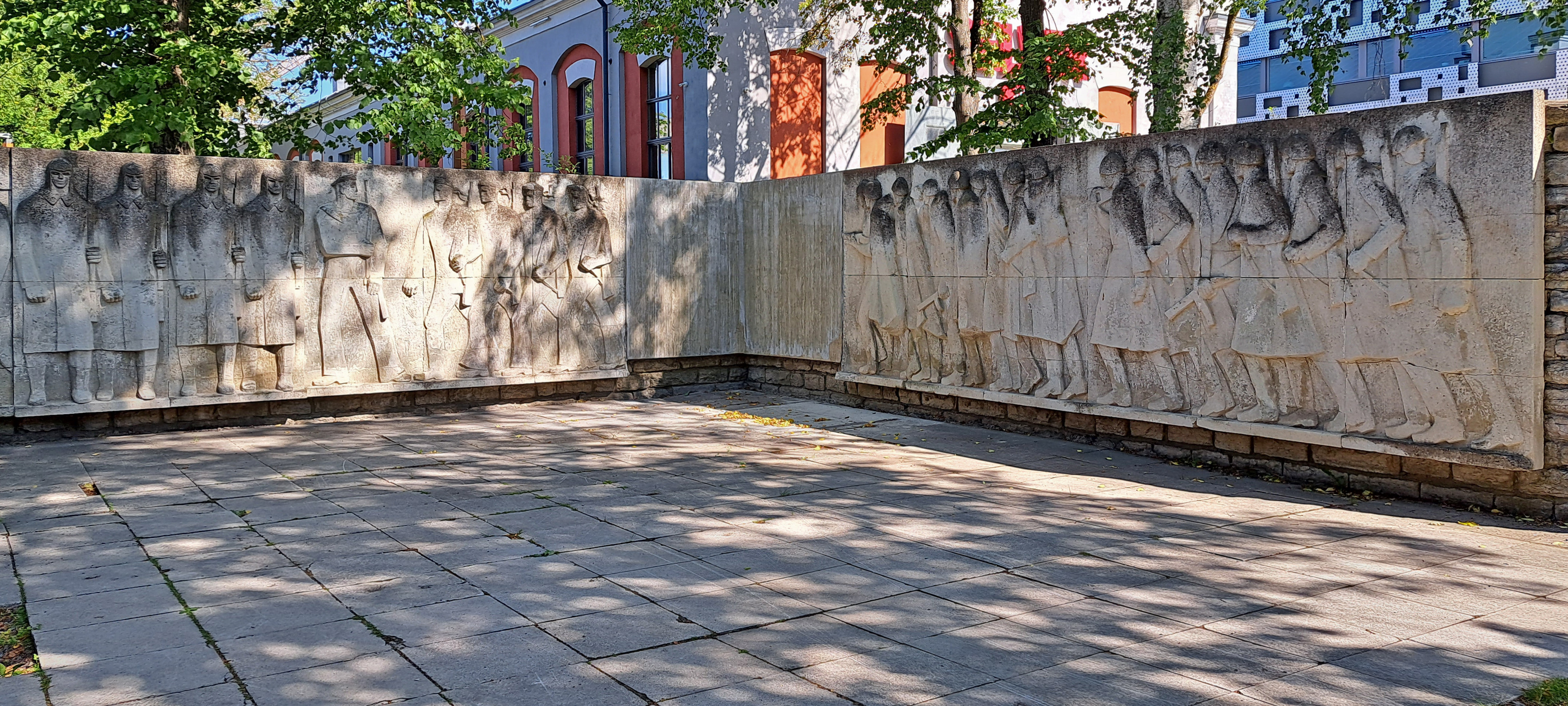
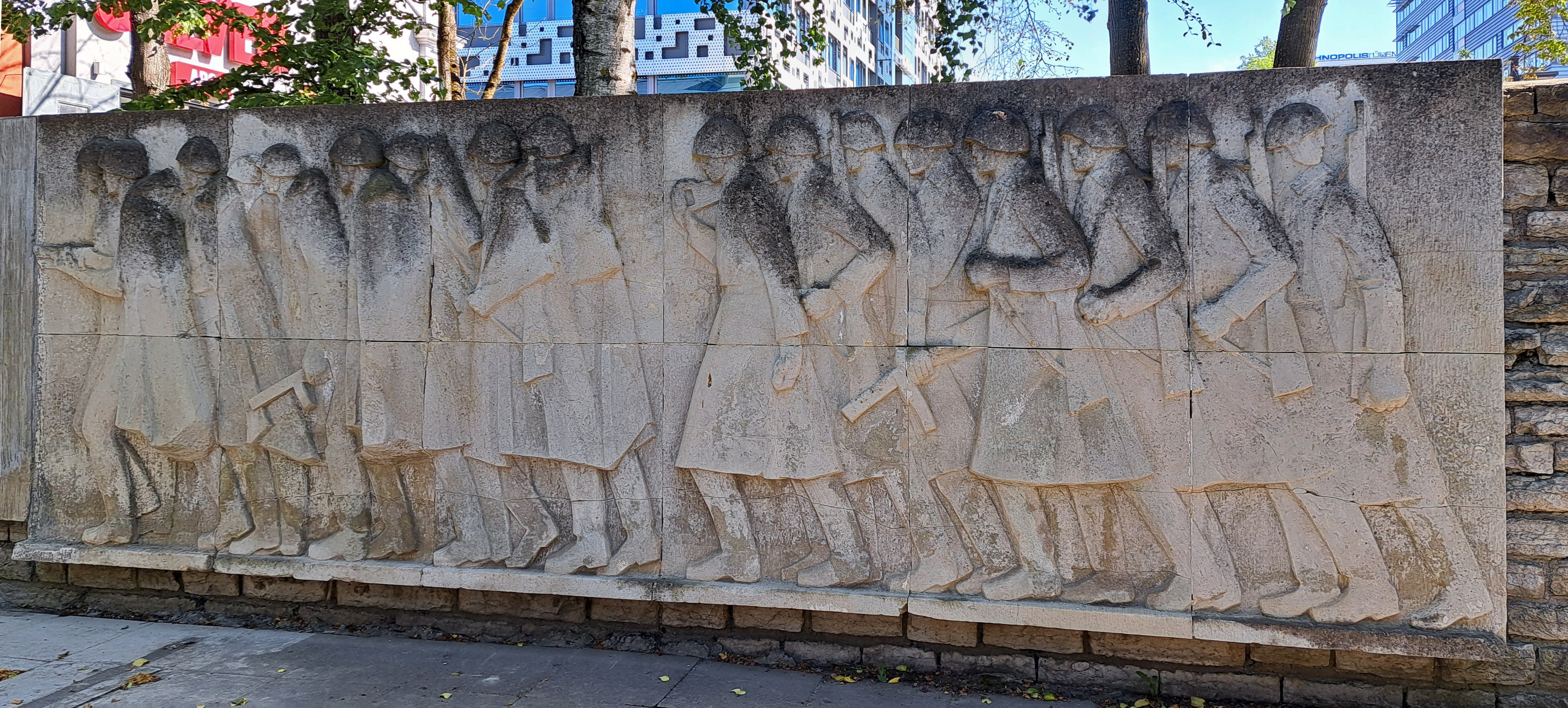
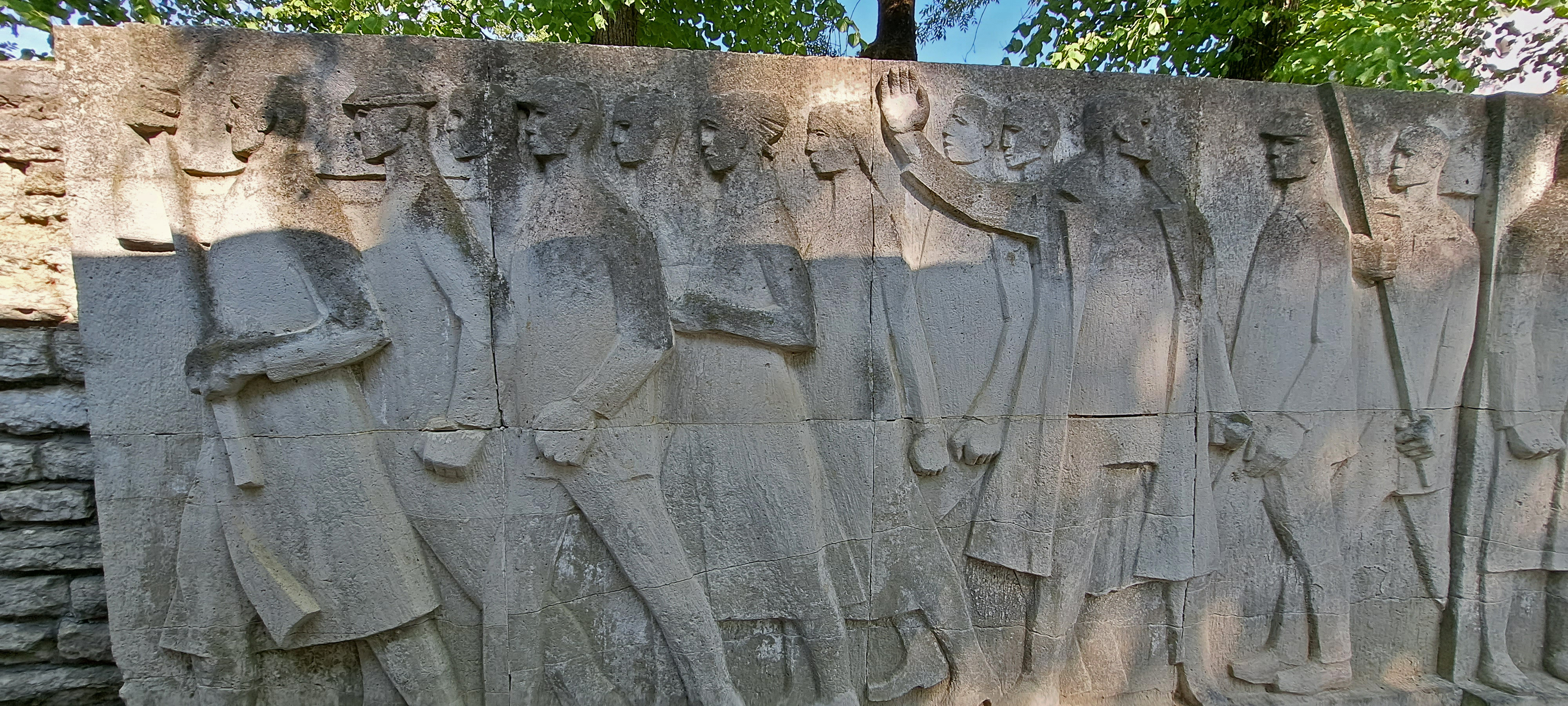
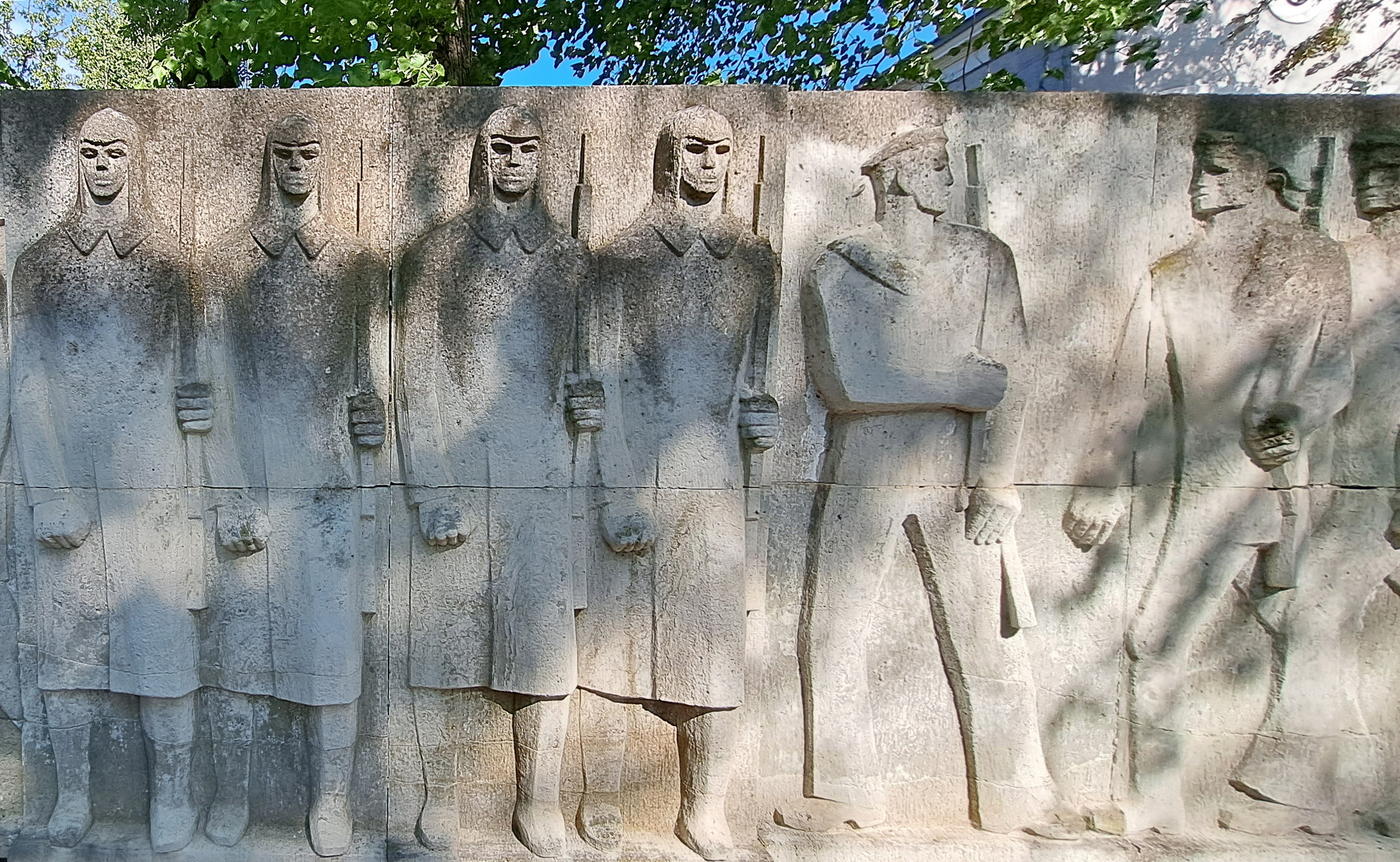

### Парк Юрьевой ночи

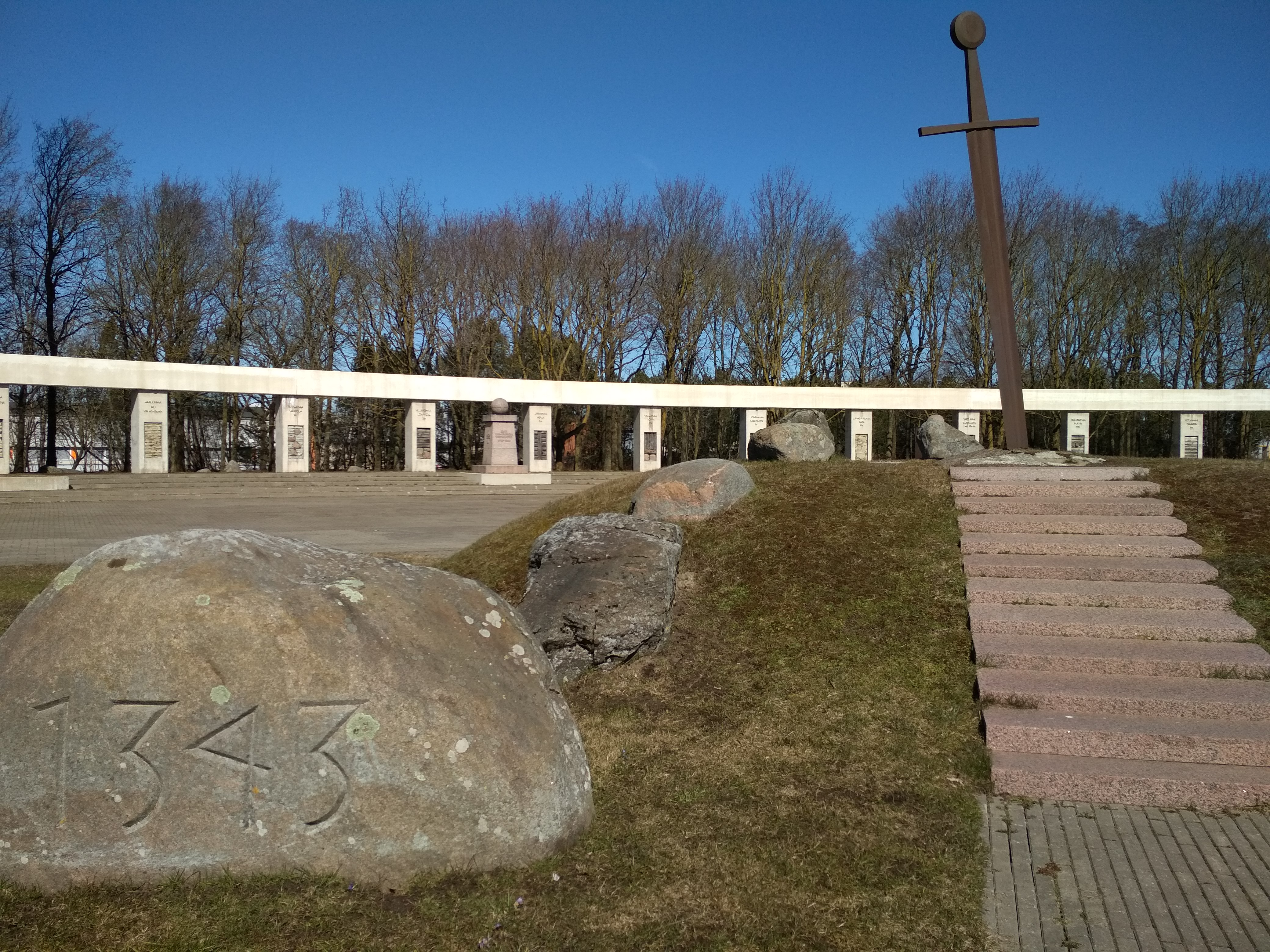
Парк Юрьевой ночи

Парк Юрьевой ночи — парк на холме Сыямяги. Был основан на предполагаемом месте битвы во время крестьянского восстания в Юрьеву ночь.
В конце 1950-х эстонский учитель Карл Лаане инициировал обустройство нынешней парковой зоны. Деревья были посажены здесь в 1960-х годах. В 1993 году в парке насчитывалось 27 видов деревьев и кустарников. Своё современное название парк получил в 1995 году.
В парке установлены три памятника, в том числе памятник «Борцам Эстонской войны за независимость 1918–1920» (открыт в 2000 году, архитекторы Алар Орувеэ и Юри Уппи).

## Общественный транспорт
По территории микрорайона проходят маршруты городских автобусов № 7, 15, 45, 49, 64, 65.
В микрорайоне расположена железнодорожная станция Юлемисте, на которой останавливаются пригородные поезда компании «Elron».

## Галерея

Микрорайон Юлемисте
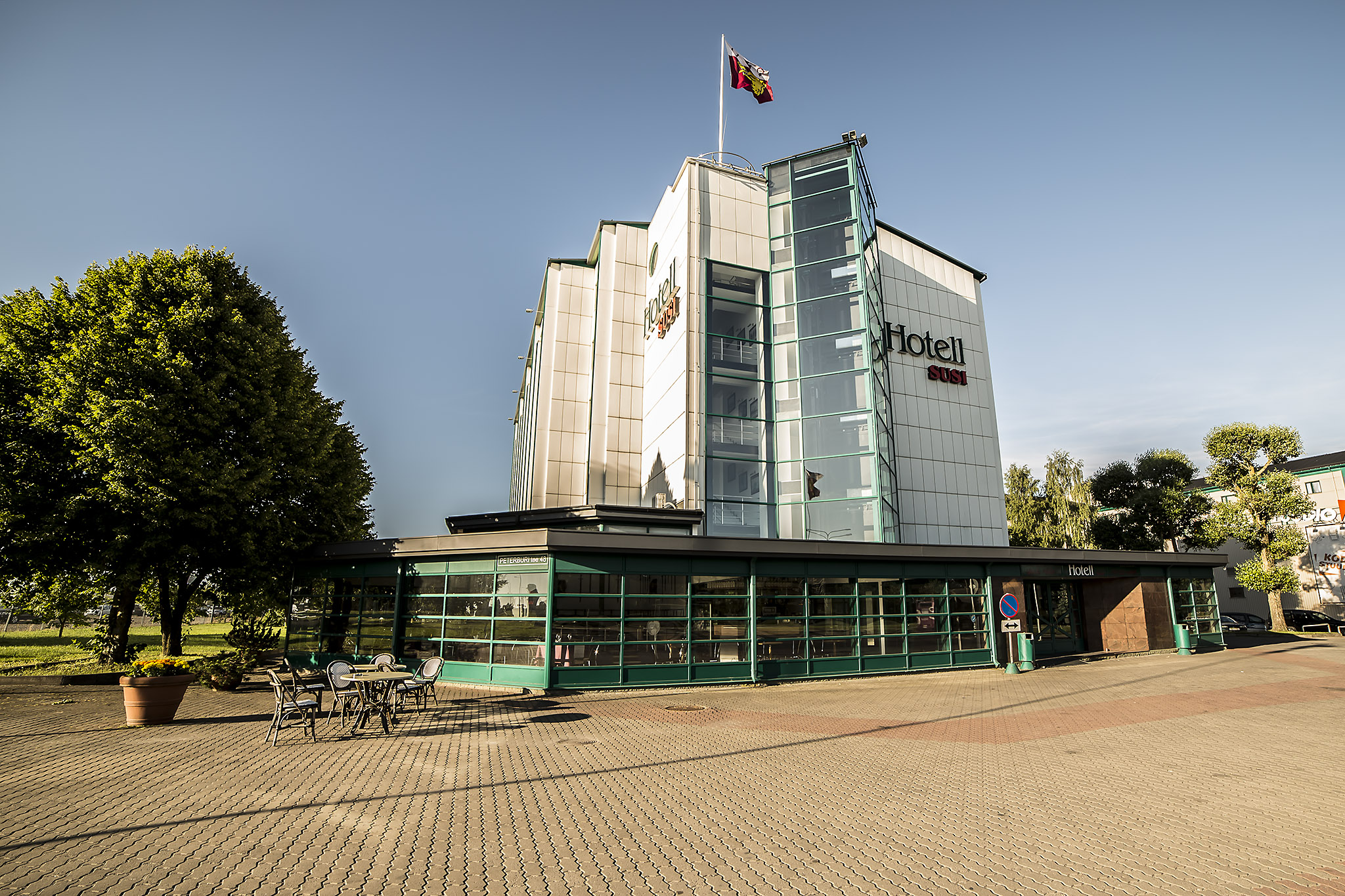
Гостиница «Susi»
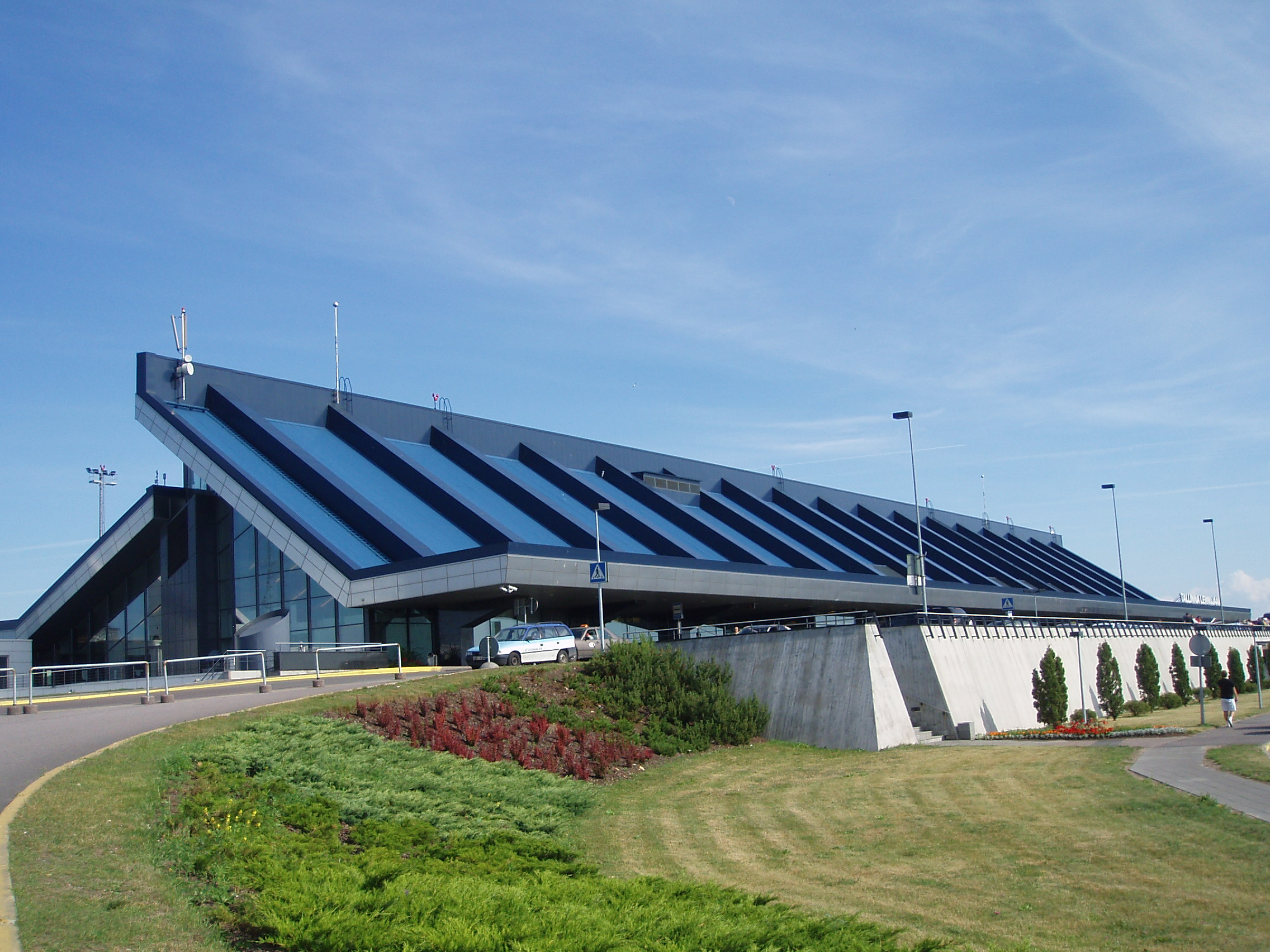
Таллинский аэропорт
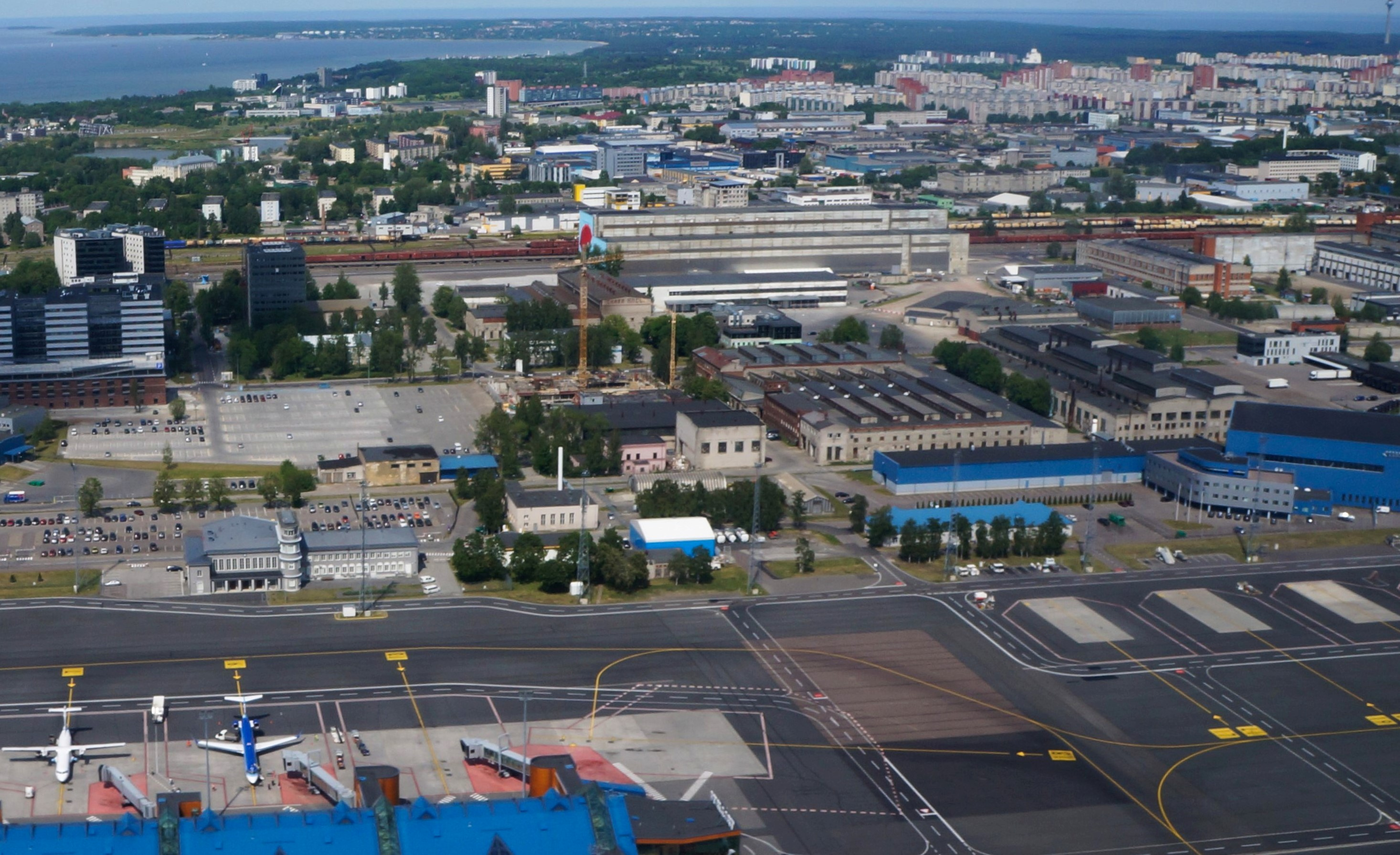
Вид на микрорайон и аэропорт с воздуха
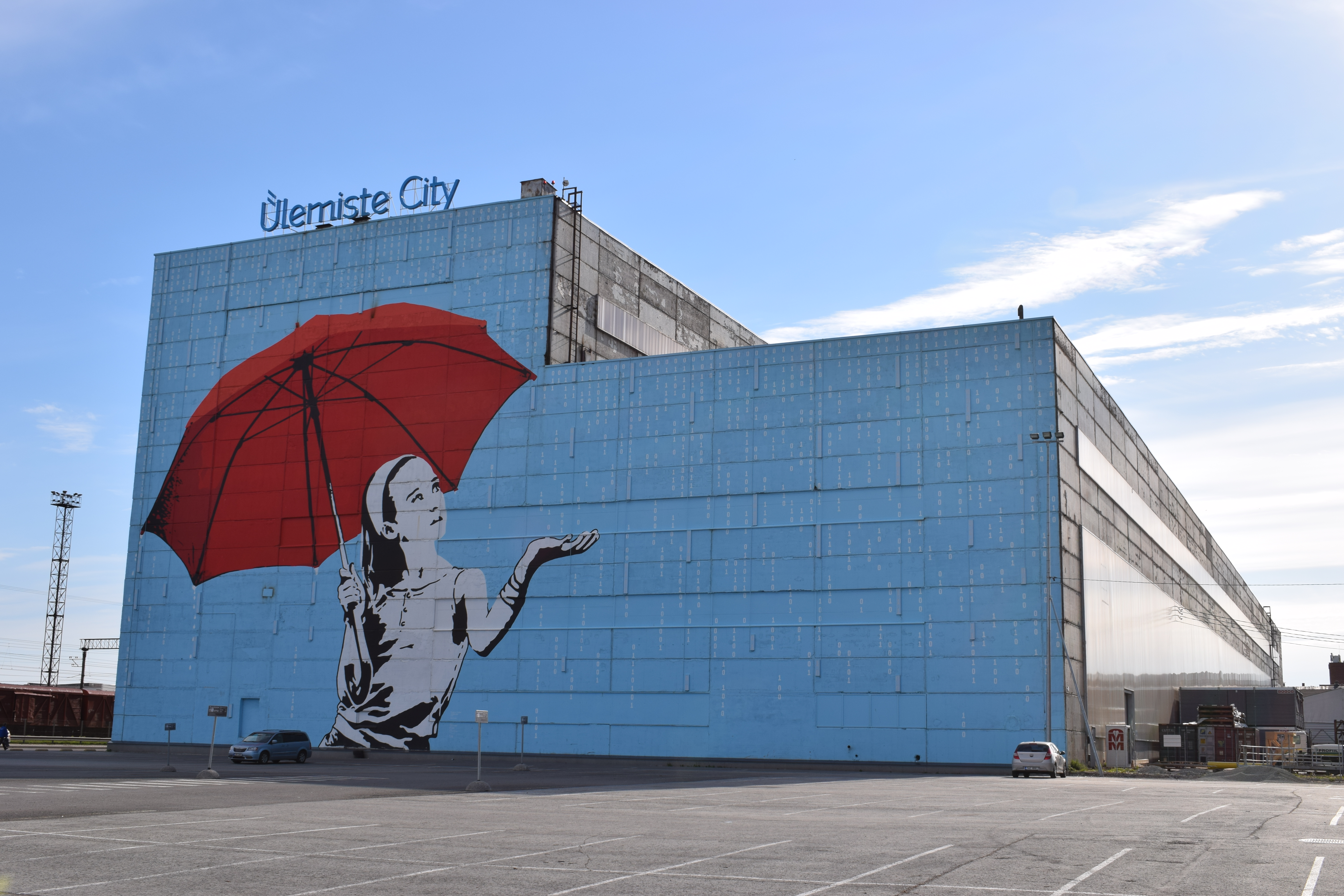
Здание бывшего завода «Двигатель»
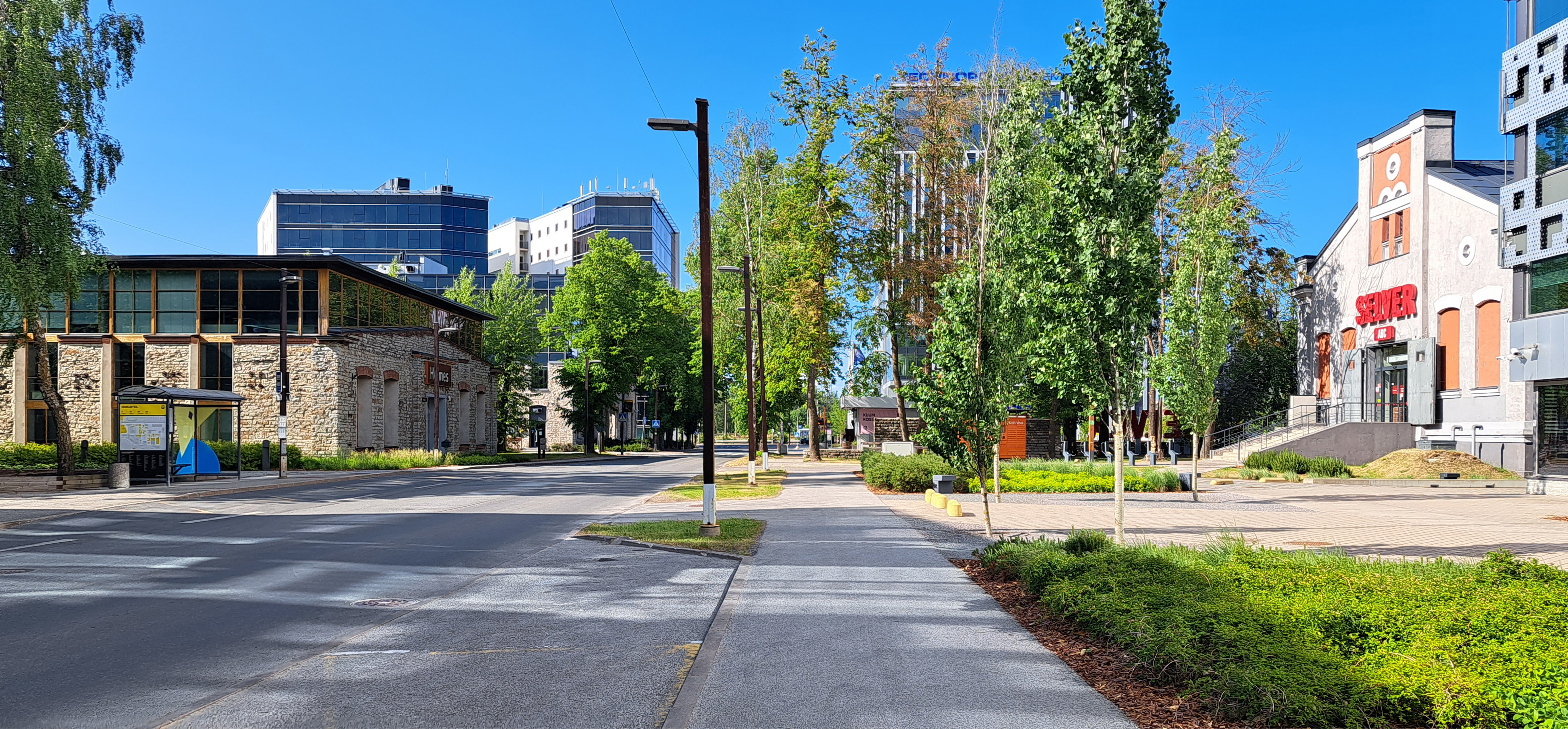
Улица Лыытса
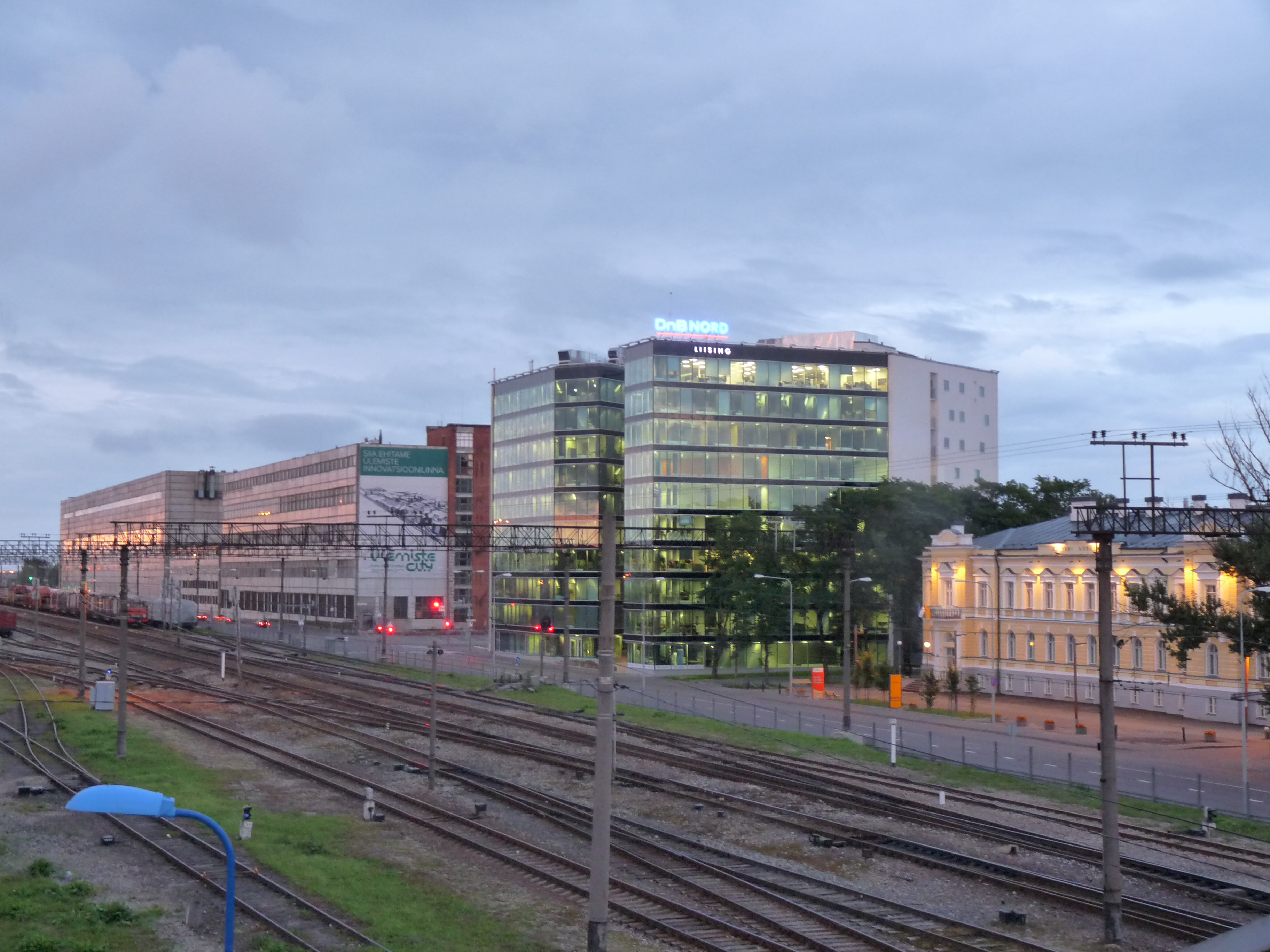
Улица Суур-Сыямяэ
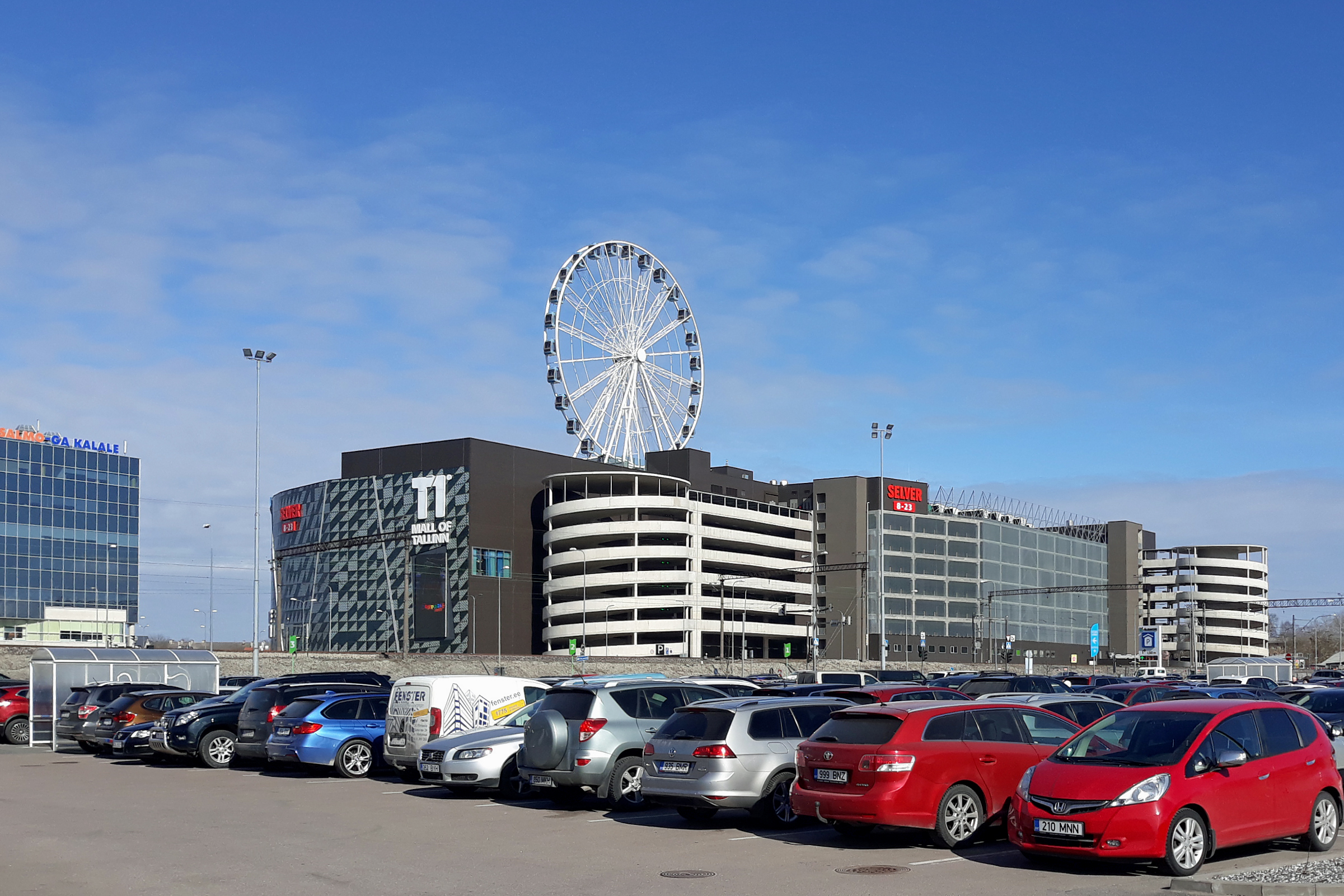
Колесо обозрения на торговом центре «T1 Mall of Tallinn»
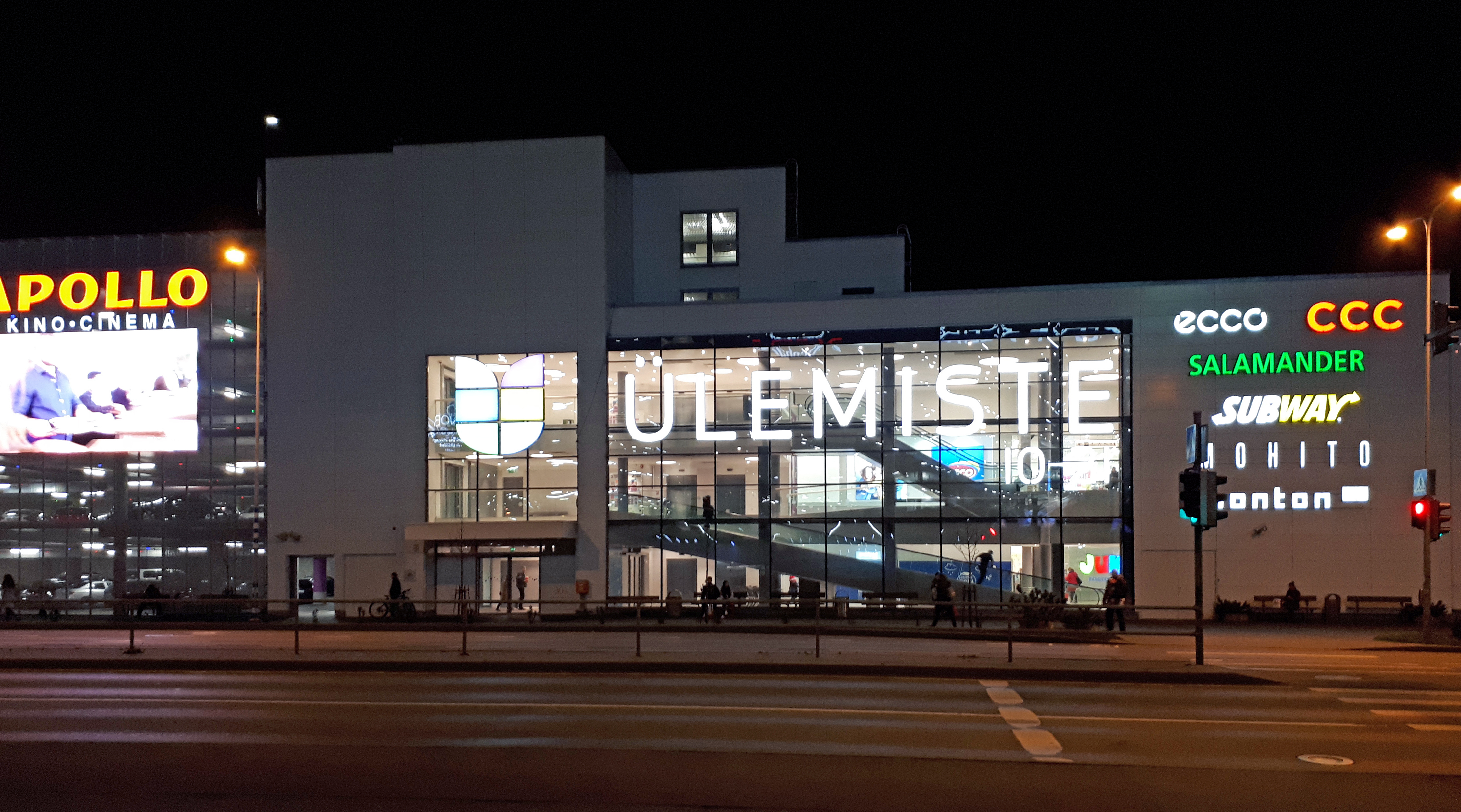
Торговый центр «Юлемисте»
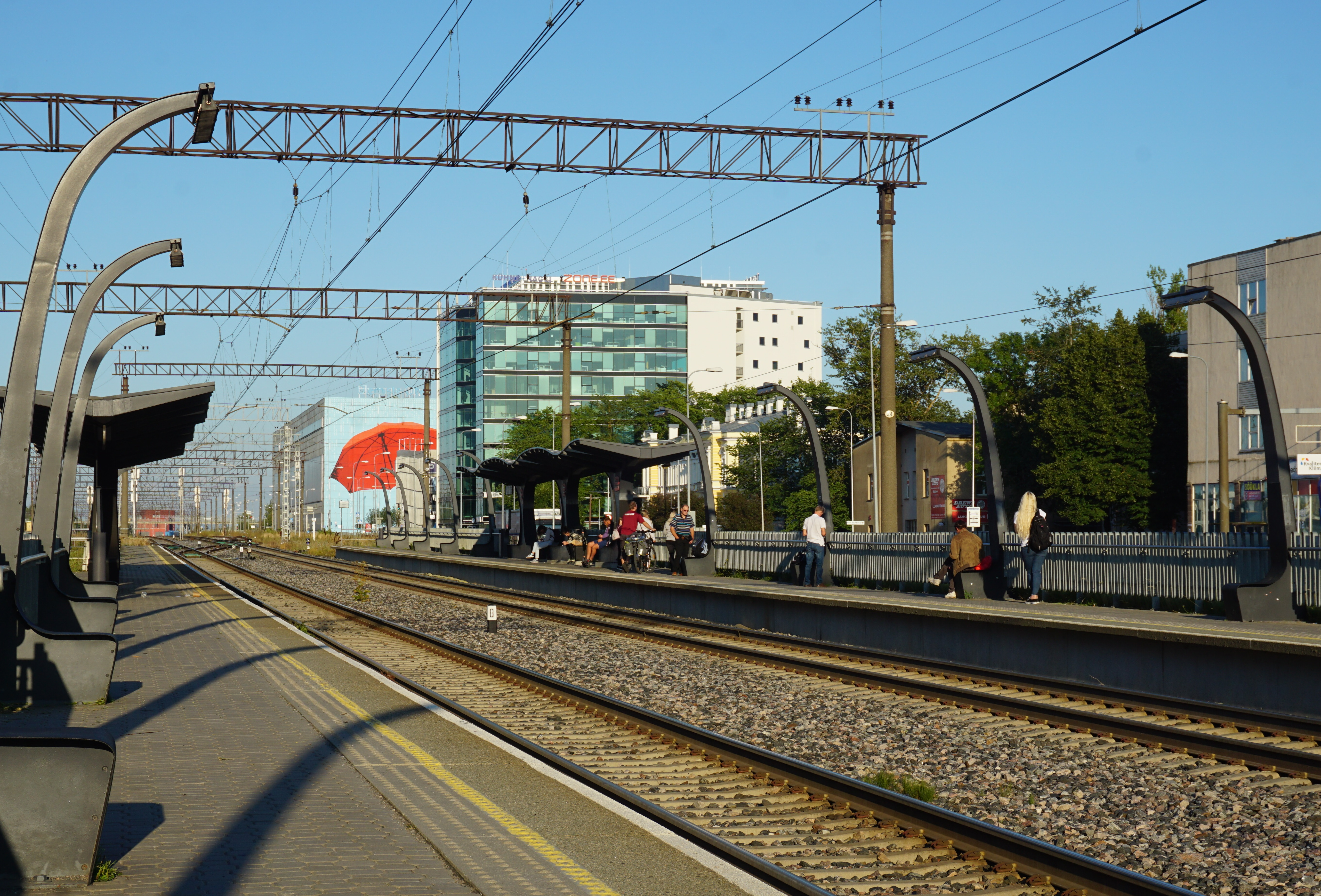
Железнодорожная станция «Юлемисте»